# Puntate di Disappeared

## Episodi
- Nota: I soggetti degli episodi che sono ancora attivamente dispersi sono collegati ai loro profili su The Charley Project, un database di persone scomparse. Per le persone successivamente trovate vive o decedute, i nomi dei soggetti sono collegati a fonti di notizie attendibili riguardanti la loro scomparsa e scoperta.

### Stagione 1 (2009–2010)
| N° | Titolo                          | Dettagli | Prima TV USA | Prima TV ITA |
| -- | ------------------------------- | --- | ------------ | ------------ |
| 1  | End of Innocence                | Persona scomparsa: Brandi Ellen Wells | 10/12/2009   |              |
| 1  | End of Innocence                | Data e luogo: 3 agosto 2006, Longview, Texas | 10/12/2009   |              |
| 1  | End of Innocence                | Esito: Ancora dispersa | 10/12/2009   |              |
| 2  | A Mother's Secret               | Persona scomparsa: Paige Birgfeld | 11/01/2010   |              |
| 2  | A Mother's Secret               | Data e luogo: 28 giugno 2007, Contea di Mesa, Colorado | 11/01/2010   |              |
| 2  | A Mother's Secret               | Esito: Trovata deceduta dopo la trasmissione. I suoi resti sono stati trovati da un escursionista nella contea di Delta, vicino al confine della contea di Mesa. Lester Jones venne arrestato nel 2014 e condannato il 27 dicembre 2016 all'ergastolo per il suo sequestro ed omicidio. | 11/01/2010   |              |
| 3  | A Fateful Meeting               | Persona scomparsa: Amy St. Laurent | 18/01/2010   |              |
| 3  | A Fateful Meeting               | Data e luogo: 20 ottobre 2001, Portland, Maine | 18/01/2010   |              |
| 3  | A Fateful Meeting               | Esito: Trovata deceduta nel dicembre 2001, sepolta nei boschi vicino alla Route 22 a Scarborough, Maine. Jeffrey "Russ" Gorman è stato condannato per omicidio di primo grado e condannato a sessanta anni di carcere. | 18/01/2010   |              |
| 4  | The Last Truck Stop             | Persona scomparsa: Michele Whitaker | 25/01/2010   |              |
| 4  | The Last Truck Stop             | Data e luogo: 16 agosto 2002, Spartanburg, Carolina del Sud | 25/01/2010   |              |
| 4  | The Last Truck Stop             | Esito: Trovata viva. Michele ha detto ai familiari di essere scomparsa perché voleva iniziare una nuova vita. | 25/01/2010   |              |
| 5  | A Lost Soul                     | Persona scomparsa: Lee Sterling Cutler | 01/02/2010   |              |
| 5  | A Lost Soul                     | Data e luogo: 20 ottobre 2007, Buffalo Grove, Illinois | 01/02/2010   |              |
| 5  | A Lost Soul                     | Esito: Ancora disperso. | 01/02/2010   |              |
| 6  | Miles to Nowhere                | Persona scomparsa: Maura Murray | 08/02/2010   |              |
| 6  | Miles to Nowhere                | Data e luogo: 9 febbraio 2004, vicino ad Haverhill, New Hampshire | 08/02/2010   |              |
| 6  | Miles to Nowhere                | Esito: Ancora dispersa. | 08/02/2010   |              |
| 7  | Favorite Son                    | Persona scomparsa: William Paul "Billy" Smolinski Jr | 15/02/2010   |              |
| 7  | Favorite Son                    | Data e luogo: 24 agosto 2004, Waterbury, Connecticut | 15/02/2010   |              |
| 7  | Favorite Son                    | Esito: Ancora disperso. | 15/02/2010   |              |
| 8  | The Long Drive Home             | Persona scomparsa: Michelle McMullen | 22/02/2010   |              |
| 8  | The Long Drive Home             | Data e luogo: 28 settembre 2008, Harrisburg, Pennsylvania | 22/02/2010   |              |
| 8  | The Long Drive Home             | Esito: Trovata viva nel 2011. Dichiaratasi colpevole di falso e di furto, Michelle fu condannata a cinque anni di libertà vigilata e a pagare 6000 $ in restituzione. | 22/02/2010   |              |
| 9  | The Most Hated Woman in America | Persona scomparsa: Madalyn Murray O'Hair, Jon Murray e Robin Murray O'Hair | 01/03/2010   |              |
| 9  | The Most Hated Woman in America | Data e luogo: 27 agosto 1995, Austin, Texas | 01/03/2010   |              |
| 9  | The Most Hated Woman in America | Esito: Trovati deceduti nel 2001, sepolti in un remoto ranch del Texas, a 120 miglia da San Antonio. Gary Paul Karr è stato riconosciuto colpevole di estorsione in relazione ai casi O'Hair ed è stato condannato all'ergastolo. David Rolland Waters è stato riconosciuto colpevole di rapimento, rapina e omicidio di primo grado e condannato a 80 anni di carcere; è morto in carcere il 27 gennaio 2003. | 01/03/2010   |              |
| 10 | Rosemary's Secret               | Persona scomparsa: Rosemary Anne Christensen | 08/03/2010   |              |
| 10 | Rosemary's Secret               | Data e luogo: 26 agosto 1999, Tampa, Florida | 08/03/2010   |              |
| 10 | Rosemary's Secret               | Esito: Trovata deceduta nel 2008, sepolta nella sabbia vicino al fiume Suwannee. Suo marito, Robert Glenn Temple, è stato condannato per il suo omicidio nel 2011. | 08/03/2010   |              |
| 11 | When the Music Stopped          | Persona scomparsa: John Michael Spira | 15/03/2010   |              |
| 11 | When the Music Stopped          | Data e luogo: 23 febbraio 2007, Chicago, Illinois | 15/03/2010   |              |
| 11 | When the Music Stopped          | Esito: Ancora disperso. | 15/03/2010   |              |
| 12 | Dark Waters                     | Persona scomparsa: Bison Dele nato Brian Carson Williams, Serena Karlan e Bertrand Saldo | 22/03/2010   |              |
| 12 | Dark Waters                     | Data e luogo: 7 luglio 2002, vicino a Tahiti | 22/03/2010   |              |
| 12 | Dark Waters                     | Esito: Ancora disperso. Bison Dele è considerato presumibilmente morto. | 22/03/2010   |              |
| 13 | Royal Secrets                   | Persona scomparsa: Royal "Scoop" Daniel | 29/03/2010   |              |
| 13 | Royal Secrets                   | Data e luogo: 27 aprile 2007, Breckenridge (Colorado) | 29/03/2010   |              |
| 13 | Royal Secrets                   | Esito: Trovato vivo dopo la trasmissione. Si è dichiarato colpevole di due conteggi di furto ed è stato condannato a dodici anni di carcere e gli è stato ordinato di pagare 460000 $ in restituzione. | 29/03/2010   |              |

### Stagione 2 (2010)
| N° | Titolo                   | Dettagli | Prima TV USA | Prima TV ITA |
| -- | ------------------------ | --- | ------------ | ------------ |
| 1  | The Secret Journey       | Persona scomparsa: Brittanee Marie Drexel | 04/10/2010   |              |
| 1  | The Secret Journey       | Data e luogo: 25 aprile 2009, Myrtle Beach, Carolina del Sud | 04/10/2010   |              |
| 1  | The Secret Journey       | Esito: Trovata morta. 13 anni dopo la sua scomparsa viene rinvenuto il suo cadavere, e arrestato il suo assassino Raymond Douglas Moody. | 04/10/2010   |              |
| 2  | The Beauty Queen Mystery | Persona scomparsa: Tara Grinstead | 11/10/2010   |              |
| 2  | The Beauty Queen Mystery | Data e luogo: 22 ottobre 2005, Ocilla (Georgia) | 11/10/2010   |              |
| 2  | The Beauty Queen Mystery | Esito: Ancora dispersa. Ryan Alexander Duke, un ex studente della Irwin County High School, è stato accusato del suo omicidio nel 2016. Nell'aprile 2017 un grand jury ha incriminato Duke per l'omicidio di Tara. Bo Dukes (non imparentato con Duke) è stato anch'esso incriminato per averlo aiutato a sbarazzarsi dei suoi resti, presumibilmente bruciandoli. Il 26 marzo 2019 Dukes è stato dichiarato colpevole di tutti e quattro i capi d'accusa che stava affrontando in relazione alla morte della Grinstead ed è stato condannato a 25 anni di carcere. Il processo a Ryan Duke, l'uomo accusato di aver ucciso Grinstead, doveva iniziare il 1 aprile 2019. | 11/10/2010   |              |
| 3  | Vanishing Bride          | Persona scomparsa: Marilyn Renee "Niqui" McCown | 18/10/2010   |              |
| 3  | Vanishing Bride          | Data e luogo: 22 luglio 2001, Richmond (Indiana) | 18/10/2010   |              |
| 3  | Vanishing Bride          | Esito: Ancora dispersa. | 18/10/2010   |              |
| 4  | No Exit                  | Persona scomparsa: Tanya Rider | 25/10/2010   |              |
| 4  | No Exit                  | Data e luogo: 19 settembre 2007, vicino a Seattle (Washington) | 25/10/2010   |              |
| 4  | No Exit                  | Esito: Trovata viva il 28 settembre 2007, venti piedi down a roadside ravine, ancora legata al sedile anteriore della sua auto, che è uscita di strada vicino al sobborgo di Renton a Seattle. | 25/10/2010   |              |
| 5  | Lost Trust               | Persona scomparsa: Elizabeth e John Calvert | 01/11/2010   |              |
| 5  | Lost Trust               | Data e luogo: 3 marzo 2008, Hilton Head Island (Carolina del Sud) | 01/11/2010   |              |
| 5  | Lost Trust               | Esito: Ancora dispersi. Per entrambi è stata dichiarata la morte presunta nel 2009. | 01/11/2010   |              |
| 6  | Lost Highway             | Persona scomparsa: Michael "Bradyn" Fuksa | 08/11/2010   |              |
| 6  | Lost Highway             | Data e luogo: 16 luglio 2009, Olathe (Kansas) | 08/11/2010   |              |
| 6  | Lost Highway             | Esito: Trovato morto a Casper, Wyoming, nel maggio 2015 con una ferita da arma da fuoco autoinflitta. | 08/11/2010   |              |
| 7  | Danger at Dusk           | Persona scomparsa: Kristi Cornwell | 15/11/2010   |              |
| 7  | Danger at Dusk           | Data e luogo: 11 agosto 2009, Union County (Georgia) | 15/11/2010   |              |
| 7  | Danger at Dusk           | Esito: Trovata morta nel 2011. I suoi resti scheletrici bruciati sono stati trovati nei boschi della Georgia settentrionale. | 15/11/2010   |              |
| 8  | Mojave Mystery           | Persona scomparsa: April Beth Pitzer | 22/11/2010   |              |
| 8  | Mojave Mystery           | Data e luogo: 28 giugno 2004, Newberry Springs (California) | 22/11/2010   |              |
| 8  | Mojave Mystery           | Esito: Ancora dispersa. | 22/11/2010   |              |
| 9  | Unfinished Business      | Persona scomparsa: John Glasgow | 29/11/2010   |              |
| 9  | Unfinished Business      | Data e luogo: 28 gennaio 2008, Little Rock, Arkansas | 29/11/2010   |              |
| 9  | Unfinished Business      | Esito: Trovato morto dopo la trasmissione. I suoi resti sono stati trovati da escursionisti in una zona accidentata della Petit Jean Mountain nel marzo 2015. | 29/11/2010   |              |
| 10 | Paradise Lost            | Persona scomparsa: Bobby, Sherilyn e Madyson Jamison | 06/12/2010   |              |
| 10 | Paradise Lost            | Data e luogo: 8 ottobre 2009, vicino a Red Oak (Oklahoma) | 06/12/2010   |              |
| 10 | Paradise Lost            | Esito: Trovati morti nel 2013 da alcuni cacciatori a tre miglia da dove nel 2010 sono stati trovati il camioncino e il cane dei Jamison. Nessuna causa di morte è stata determinata e le circostanze della loro scomparsa rimangono sconosciute. | 06/12/2010   |              |
| 11 | Final Prayer             | Persona scomparsa: Timothy "Tim" Carney | 13/12/2010   |              |
| 11 | Final Prayer             | Data e luogo: 28 settembre 2004, Butler (New Jersey) | 13/12/2010   |              |
| 11 | Final Prayer             | Esito: Trovato vivo nel 2012 dopo la trasmissione. | 13/12/2010   |              |
| 12 | Doomed Romance           | Persona scomparsa: Jeramy Carl Burt | 20/12/2010   |              |
| 12 | Doomed Romance           | Data e luogo: 11 febbraio 2007, Boise (Idaho) | 20/12/2010   |              |
| 12 | Doomed Romance           | Esito: Ancora disperso. | 20/12/2010   |              |
| 13 | Gone at 17               | Persona scomparsa: Kara Elise Kopetsky | 27/12/2010   |              |
| 13 | Gone at 17               | Data e luogo: 4 maggio 2007, Belton (Missouri) | 27/12/2010   |              |
| 13 | Gone at 17               | Esito: Trovata morta nel 2017. I suoi resti sono stati trovati in una zona boschiva a sud di Belton, nella contea di Cass. Kylr Yust, ex fidanzato di Kopensky ed in carcere per accuse non correlate di traffico di droga, ha ammesso di aver strangolato sia Kara Kopetsky che Jessica Runions. Il suo processo per doppio omicidio dovrebbe iniziare nel 2018. Il fratellastro di Yust, Jessep Carter, è accusato di essere fuggito da un deputy nel caso sulla morte di Jessica Runions. Yust dovrà affrontare un processo con l'accusa di omicidio il 4 novembre 2019. Il processo per omicidio di Kylr Yust, previsto per il 27 luglio 2020, è stato posticipato.  | 27/12/2010   |              |

### Stagione 3 (2011)
| N° | Titolo                     | Dettagli | Prima TV USA | Prima TV ITA |
| -- | -------------------------- | --- | ------------ | ------------ |
| 1  | Mystery at the Border      | Persona scomparsa: Joseph, Summer, Gianni e Joseph McStay Jr. | 03/01/2011   |              |
| 1  | Mystery at the Border      | Data e luogo: 4 febbraio 2010, Fallbrook, California | 03/01/2011   |              |
| 1  | Mystery at the Border      | Esito:Trovati morti il 13 novembre 2013 nel deserto vicino a Victorville, in California Charles "Chase" Merritt, socio in affari di Joseph McStay, è stato accusato di quadruplo omicidio il 7 novembre 2014. | 03/01/2011   |              |
| 2  | Secret Rendezvous          | Persona scomparsa: Patricia "Patti" Adkins | 10/01/2011   |              |
| 2  | Secret Rendezvous          | Data e luogo: 29 giugno 2001, Marysville, Ohio | 10/01/2011   |              |
| 2  | Secret Rendezvous          | Esito: Ancora dispersa. Morte presunta dichiarata nel 2006. | 10/01/2011   |              |
| 3  | Murky Waters               | Persona scomparsa: Molly Bish | 17/01/2011   |              |
| 3  | Murky Waters               | Data e luogo: 27 giugno 2000, Warren, Massachusetts | 17/01/2011   |              |
| 3  | Murky Waters               | Esito: Trovata morta il 9 giugno 2003, a cinque miglia dalla sua casa di famiglia. | 17/01/2011   |              |
| 4  | The Final Chord            | Persona scomparsa: Brian Barton | 24/01/2011   |              |
| 4  | The Final Chord            | Data e luogo: 10 marzo 2005, Federal Way, Washington | 24/01/2011   |              |
| 4  | The Final Chord            | Esito: Trovato morto dopo la trasmissione. I suoi resti sono stati trovati nell'agosto 2017 dietro una chiesa, a meno di un chilometro da dove egli viveva.                                                   | 24/01/2011   |              |
| 5  | Gone on the Fourth of July | Persona scomparsa: Roxanne Paltauf | 31/01/2011   |              |
| 5  | Gone on the Fourth of July | Data e luogo: 7 luglio 2006, Austin, Texas | 31/01/2011   |              |
| 5  | Gone on the Fourth of July | Esito: Ancora dispersa. | 31/01/2011   |              |
| 6  | Into the Woods             | Persona scomparsa: Jeremy Alex | 07/02/2011   |              |
| 6  | Into the Woods             | Data e luogo: 24 aprile 2004, Northport, Maine | 07/02/2011   |              |
| 6  | Into the Woods             | Esito: Ancora disperso. | 07/02/2011   |              |
| 7  | The Darkest Night          | Persona scomparsa: Toni Lee Sharpless | 14/02/2011   |              |
| 7  | The Darkest Night          | Data e luogo: 23 agosto 2009, West Brandywine Township, Pennsylvania | 14/02/2011   |              |
| 7  | The Darkest Night          | Esito: Ancora disperso. | 14/02/2011   |              |
| 8  | Soul Searcher              | Persona scomparsa: Leah Roberts | 21/02/2011   |              |
| 8  | Soul Searcher              | Data e luogo: 9 marzo 2000, vicino a Bellingham (Washington) | 21/02/2011   |              |
| 8  | Soul Searcher              | Esito: Ancora disperso. | 21/02/2011   |              |
| 9  | A Family's Curse           | Persona scomparsa: Ray Gricar | 28/02/2011   |              |
| 9  | A Family's Curse           | Data e luogo: 15 aprile 2005, State College (Pennsylvania) | 28/02/2011   |              |
| 9  | A Family's Curse           | Esito: Ancora disperso. Dichiarata la morte presunta dopo la trasmissione. | 28/02/2011   |              |
| 10 | The Springfield Three      | Persona scomparsa: Sherrill Levitt, Suzanne Streeter e Stacy McCall | 07/03/2011   |              |
| 10 | The Springfield Three      | Data e luogo: 7 giugno 1992, Springfield (Missouri) | 07/03/2011   |              |
| 10 | The Springfield Three      | Esito: Ancora disperse. Per Sherrill Levitt e Suzanne Streeter è stata dichiarata la morte presunta nel 1997.                                                                                                 | 07/03/2011   |              |
| 11 | A Mother's Mission         | Persona scomparsa: Samantha Bonnell | 14/03/2011   |              |
| 11 | A Mother's Mission         | Data e luogo: 24 settembre 2005, vicino a Montclair (California) | 14/03/2011   |              |
| 11 | A Mother's Mission         | Esito: Trovata morta nel 2005. Il suo corpo è stato finalmente identificato nell'aprile 2007. La sua morte fu considerata un incidente.                                                                       | 14/03/2011   |              |
| 12 | Lost Hero                  | Persona scomparsa: Brandy Hall | 21/03/2011   |              |
| 12 | Lost Hero                  | Data e luogo: 17 agosto 2006, Malabar (Florida) | 21/03/2011   |              |
| 12 | Lost Hero                  | Esito: Ancora dispersa. Dichiarata la morte presunta nell'agosto 2015. | 21/03/2011   |              |
| 13 | Silent Night               | Persona scomparsa: Patty Vaughan | 28/03/2011   |              |
| 13 | Silent Night               | Data e luogo: 25 dicembre 1996, La Vernia (Texas) | 28/03/2011   |              |
| 13 | Silent Night               | Esito: Ancora dispersa. | 28/03/2011   |              |

### Stagione 4 (2011-2012)
| N° | Titolo                                     | Dettagli | Prima TV USA | Prima TV ITA |
| -- | ------------------------------------------ | --- | ------------ | ------------ |
| 1  | Running for Her Life                       | Persona scomparsa: Rachel Cooke | 04/04/2011   |              |
| 1  | Running for Her Life                       | Data e luogo: 10 gennaio 2005, Georgetown, Texas | 04/04/2011   |              |
| 1  | Running for Her Life                       | Esito: Ancora dispersa. | 04/04/2011   |              |
| 2  | Secrets of a Son                           | Persona scomparsa: Steven Koecher | 11/04/2011   |              |
| 2  | Secrets of a Son                           | Data e luogo: 13 dicembre 2009, Henderson, Nevada | 11/04/2011   |              |
| 2  | Secrets of a Son                           | Esito: Ancora disperso. | 11/04/2011   |              |
| 3  | Heavy Metal Mystery                        | Persona scomparsa: Morgan Harrington | 18/04/2011   |              |
| 3  | Heavy Metal Mystery                        | Data e luogo: 17 ottobre 2009, vicino a Charlottesville, Virginia | 18/04/2011   |              |
| 3  | Heavy Metal Mystery                        | Esito: Trovato morto. Jesse Matthew Jr. è stato formalmente accusato del suo omicidio il 15 settembre 2015. Il 2 marzo 2016, si è dichiarato colpevole del rapimento e dell'omicidio di primo grado di Morgan Harrington e di quello di Hannah Graham nel 2014. È stato condannato a quattro ergastoli senza possibilità di rilascio o condizionale. | 18/04/2011   |              |
| 4  | Game Over                                  | Persona scomparsa: Charlie Allen, Jr. | 25/04/2011   |              |
| 4  | Game Over                                  | Data e luogo: 12 ottobre 2007, Dartmouth, Massachusetts | 25/04/2011   |              |
| 4  | Game Over                                  | Esito: Ancora disperso. | 25/04/2011   |              |
| 5  | Missing Valentine                          | Persona scomparsa: Patricia Viola | 24/10/2011   |              |
| 5  | Missing Valentine                          | Data e luogo: 13 febbraio 2001, Bogota, New Jersey | 24/10/2011   |              |
| 5  | Missing Valentine                          | Esito: Trovata morta. I suoi resti, recuperati nel 2002, sono stati identificati solamente dopo la trasmissione nel 2012. | 24/10/2011   |              |
| 6  | The Dark Ravine                            | Persona scomparsa: Alicia Amanda "Mandy" Stokes | 31/10/2011   |              |
| 6  | The Dark Ravine                            | Data e luogo: 25 novembre 2007, Oakland, California | 31/10/2011   |              |
| 6  | The Dark Ravine                            | Esito: Ancora dispersa. | 31/10/2011   |              |
| 7  | La ricerca di un padre (A Father's Quest)  | Persona scomparsa: Leah Rachelle Peebles | 07/11/2011   |              |
| 7  | La ricerca di un padre (A Father's Quest)  | Data e luogo: 22 maggio 2006, Albuquerque, New Mexico | 07/11/2011   |              |
| 7  | La ricerca di un padre (A Father's Quest)  | Esito: Ancora disperso. | 07/11/2011   |              |
| 8  | I ricordi (Memory Lane)                    | Persona scomparsa: Amber Gerweck | 14/11/2011   |              |
| 8  | I ricordi (Memory Lane)                    | Data e luogo: 9 aprile 2011, Joliet, Illinois | 14/11/2011   |              |
| 8  | I ricordi (Memory Lane)                    | Esito: Trovata viva. | 14/11/2011   |              |
| 9  | L'incubo (Spring Break Nightmare)          | Persona scomparsa: Colleen Orsborn | 21/11/2011   |              |
| 9  | L'incubo (Spring Break Nightmare)          | Data e luogo:15 marzo 1984, Daytona Beach, Florida | 21/11/2011   |              |
| 9  | L'incubo (Spring Break Nightmare)          | Esito: Trovata morta. | 21/11/2011   |              |
| 10 | Mystery on Lake Seminole                   | Persona scomparsa: Jerry Michael Williams | 21/11/2011   |              |
| 10 | Mystery on Lake Seminole                   | Data e luogo:16 dicembre 2000, Tallahassee, Florida | 21/11/2011   |              |
| 10 | Mystery on Lake Seminole                   | Esito: Trovato morto nell'ottobre 2017. Denise Merrell Williams è stata arrestata nel dicembre 2018 con le accuse di omicidio di primo grado, conspiracy to commit first-degree murder and accessory after the fact; nel febbraio 2019 è stata condannata all'ergastolo senza possibilità di libertà vigilata più altri 30 anni per aver contribuito a progettare l'omicidio, che è stato commesso dal suo ex amante e co-cospiratore Brian Winchester. | 21/11/2011   |              |
| 11 | Scomparsa in Vermont (Vanished In Vermont) | Persona scomparsa: Brianna Maitland | 28/11/2011   |              |
| 11 | Scomparsa in Vermont (Vanished In Vermont) | Data e luogo:19 marzo 2004, Montgomery, Vermont | 28/11/2011   |              |
| 11 | Scomparsa in Vermont (Vanished In Vermont) | Esito: Ancora dispersa. | 28/11/2011   |              |
| 12 | Passeggiata a mezzanotte (Midnight Walk)   | Persona scomparsa: Lucely Aramburo | 12/11/2011   |              |
| 12 | Passeggiata a mezzanotte (Midnight Walk)   | Data e luogo: 1 giugno 2007 in Dania Beach, Florida | 12/11/2011   |              |
| 12 | Passeggiata a mezzanotte (Midnight Walk)   | Esito: Ancora dispersa. | 12/11/2011   |              |
| 13 | The Wedding Ring                           | Persona scomparsa: Tina Marie McQuaig | 19/12/2011   |              |
| 13 | The Wedding Ring                           | Data e luogo: 15 marzo 2000, Jacksonville, Florida | 19/12/2011   |              |
| 13 | The Wedding Ring                           | Esito: Trovata morta. | 19/12/2011   |              |
| 14 | Innocenza perduta (Innocence Lost)         | Persona scomparsa: Jamie Fraley | 02/01/2012   |              |
| 14 | Innocenza perduta (Innocence Lost)         | Data e luogo: 8 aprile 2008, Gastonia, North Carolina | 02/01/2012   |              |
| 14 | Innocenza perduta (Innocence Lost)         | Esito: Ancora dispersa. | 02/01/2012   |              |

### Stagione 09 (2018)
| N° | Titolo             | Dettagli | Prima TV USA | Prima TV ITA |
| -- | ------------------ | --- | ------------ | ------------ |
| 1  | A Date With Danger | Persona scomparsa: Nancy Moyer | 16/03/2018   |              |
| 1  | A Date With Danger | Data e luogo: 6 marzo 2009, Tenino, Washington | 16/03/2018   |              |
| 1  | A Date With Danger | Esito: Ancora dispersa. | 16/03/2018   |              |
| 2  | Edge of Fourteen   | Persona scomparsa: Ashley Summers | 01/04/2018   |              |
| 2  | Edge of Fourteen   | Data e luogo: 9 luglio 2007, Cleveland, Ohio | 01/04/2018   |              |
| 2  | Edge of Fourteen   | Esito: Ancora dispersa. | 01/04/2018   |              |
| 3  | Last Words         | Persona scomparsa: Logan Schiendelman | 08/4/2018    |              |
| 3  | Last Words         | Data e luogo: 19 maggio 2016, Tumwater, Washington | 08/4/2018    |              |
| 3  | Last Words         | Esito: Ancora disperso. | 08/4/2018    |              |
| 4  | Troubled Waters    | Persona scomparsa: Amy Bradley | 15/04/2018   |              |
| 4  | Troubled Waters    | Data e luogo: 24 marzo 1998, Curaçao, Caraibi olandesi, Paesi Bassi | 15/04/2018   |              |
| 4  | Troubled Waters    | Esito: Ancora dispersa. Dichiarata la morte presunta il 24 marzo 2010. | 15/04/2018   |              |
| 5  | Into the Mist"     | Persona scomparsa: Stephanie Crane | 22/04/2018   |              |
| 5  | Into the Mist"     | Data e luogo: 11 ottobre 1993, Challis, Idaho | 22/04/2018   |              |
| 5  | Into the Mist"     | Esito: Ancora dispersa. | 22/04/2018   |              |
| 6  | Born This Way      | Persona scomparsa: Dashad Laquinn "Sage" Smith | 29/04/2018   |              |
| 6  | Born This Way      | Data e luogo: 20 novembre 2012, Charlottesville, Virginia | 29/04/2018   |              |
| 6  | Born This Way      | Esito: Ancora disperso. | 29/04/2018   |              |
| 7  | The Vanishing Hour | Persona scomparsa: Tyarra Williams | 06/05/2018   |              |
| 7  | The Vanishing Hour | Data e luogo: 07 gennaio 2016, Greensboro, Carolina del Nord | 06/05/2018   |              |
| 7  | The Vanishing Hour | Esito: Ancora dispersa. | 06/05/2018   |              |
| 8  | In Broad Daylight  | Persona scomparsa: Holly Cantrell | 13/05/2018   |              |
| 8  | In Broad Daylight  | Data e luogo: 20 gennaio 2017, McAlester, Oklahoma | 13/05/2018   |              |
| 8  | In Broad Daylight  | Esito: Trovata morta dopo la trasmissione. I suoi resti sono stati trovati vicino all'area di Cardinal Pointe, Lago Eufaula, nella Contea di Pittsburg,Oklahoma il 25 febbraio 2018, ma identificati a febbraio 2020. La sua borsa è stata ritrovata all'inizio di febbraio 2017, a circa due miglia da i resti. A ottobre 2022, Cody Ketchum è stato arrestato e accusato di omicidio di primo grado e distruzione di prove. | 13/05/2018   |              |
| 9  | Just Out of Sight  | Persona scomparsa: Michael VanZandt | 21/05/2018   |              |
| 9  | Just Out of Sight  | Data e luogo:5 marzo 2016, Hermosa Beach, California | 21/05/2018   |              |
| 9  | Just Out of Sight  | Esito: Ancora disperso. | 21/05/2018   |              |
| 10 | So Close to Home   | Persona scomparsa: Alexandria "Ali" Lowitzer | 27/05/2018   |              |
| 10 | So Close to Home   | Data e luogo:26 aprile 2010, Spring, Texas | 27/05/2018   |              |
| 10 | So Close to Home   | Esito: Ancora dispersa. | 27/05/2018   |              |
| 11 | Last Stop          | Persona scomparsa: Tabitha Tuders | 03/06/2018   |              |
| 11 | Last Stop          | Data e luogo:29 aprile 2003, Nashville, Tennessee | 03/06/2018   |              |
| 11 | Last Stop          | Esito: Ancora dispersa. | 03/06/2018   |              |
| 12 | Breaking Away      | Persona scomparsa: James "Martin" Roberts | 10/06/2018   |              |
| 12 | Breaking Away      | Data e luogo:21 aprile 2016, Boone, Carolina del Nord | 10/06/2018   |              |
| 12 | Breaking Away      | Esito: Ancora disperso. | 10/06/2018   |              |
| 13 | Moment of Truth    | Persona scomparsa: Michael Chambers | 17/06/2018   |              |
| 13 | Moment of Truth    | Data e luogo:10 marzo 2017, Quinlan, Texas | 17/06/2018   |              |
| 13 | Moment of Truth    | Esito: Trovato morto dopo la trasmissione. I suoi resti sono stati trovati da un escursionista nell'area di East Tawakoni, nella Contea di Rains, Texas, il 30 novembre 2022, ma identificati a maggio 2023. | 17/06/2018   |              |

### Stagione 10 (2022)
| N° | Titolo                        | Dettagli | Prima TV USA | Prima TV ITA |
| -- | ----------------------------- | --- | ------------ | ------------ |
| 1  | Vanished in the Night         | Persona scomparsa: Kirsten Brueggeman | 7/09/2022    |              |
| 1  | Vanished in the Night         | Data e luogo: 2 gennaio 2021, Indianapolis, Indiana | 7/09/2022    |              |
| 1  | Vanished in the Night         | Esito: Ancora dispersa. | 7/09/2022    |              |
| 2  | Disappearance in the Desert   | Persona scomparsa: Daniel Robinson | 14/09/2022   |              |
| 2  | Disappearance in the Desert   | Data e luogo: 23 giugno 2021, Buckeye, Arizona | 14/09/2022   |              |
| 2  | Disappearance in the Desert   | Esito: Ancora disperso. | 14/09/2022   |              |
| 3  | Navajo Nightmare              | Persona scomparsa: Pepita Redhair | 21/09/2022   |              |
| 3  | Navajo Nightmare              | Data e luogo: 27 marzo 2020, Albuquerque, Nuovo Messico | 21/09/2022   |              |
| 3  | Navajo Nightmare              | Esito: Ancora dispersa. | 21/09/2022   |              |
| 4  | The Long Drive Home           | Persona scomparsa: Jason Landry | 28/09/2022   |              |
| 4  | The Long Drive Home           | Data e luogo: 13 dicembre 2020, San Marcos, Texas | 28/09/2022   |              |
| 4  | The Long Drive Home           | Esito: Ancora disperso. | 28/09/2022   |              |
| 5  | Vanished in the Heartland     | Persona scomparsa: Dee Ann Warner | 5/10/2022    |              |
| 5  | Vanished in the Heartland     | Data e luogo: 25 aprile 2021, Tipton, Michigan | 5/10/2022    |              |
| 5  | Vanished in the Heartland     | Esito: Trovata morta. I resti di Warner sono stati trovati il 17 agosto 2024, in un serbatoio anidro risigillato, nella proprietà di Paragon Road del marito Dale Warner. Il marito è stato accusato del suo omicidio nel novembre 2023. | 5/10/2022    |              |
| 6  | Vanishing on the Border       | Persona scomparsa: Kimberly Avila | 19/10/2022   |              |
| 6  | Vanishing on the Border       | Data e luogo: 13 maggio 2017, Brownsville, Texas | 19/10/2022   |              |
| 6  | Vanishing on the Border       | Esito: Ancora dispersa. | 19/10/2022   |              |
| 7  | The Sweetest Man in the World | Persona scomparsa: Brian Edward Klecha | 26/10/2022   |              |
| 7  | The Sweetest Man in the World | Data e luogo: 27 dicembre 2017, Lakeland, Florida | 26/10/2022   |              |
| 7  | The Sweetest Man in the World | Esito: Ancora disperso. | 26/10/2022   |              |
| 8  | New Mom Missing               | Persona scomparsa: Ciera Breland | 2/11/2022    |              |
| 8  | New Mom Missing               | Data e luogo: 24 febbraio 2022, Johns Creek, Georgia | 2/11/2022    |              |
| 8  | New Mom Missing               | Esito: Ancora dispersa. | 2/11/2022    |              |

### Stagione 11 (2023)
| N°       | Titolo                                      | Dettagli                                                   | Prima TV USA | Prima TV ITA |
| -------- | ------------------------------------------- | ---------------------------------------------------------- | ------------ | ------------ |
| Speciale | The Bradley Sisters                         | Persona scomparsa: Diamond & Tionda Bradley                | 20/08/2023   |              |
| Speciale | The Bradley Sisters                         | Data e luogo: 6 luglio 2001, Chicago,Illinois              | 20/08/2023   |              |
| Speciale | The Bradley Sisters                         | Esito: Ancora disperse.                                    | 20/08/2023   |              |
| 1        | A Vanishing at the Golden Gate State Bridge | Persona scomparsa: Sydney West                             | 27/08/2023   |              |
| 1        | A Vanishing at the Golden Gate State Bridge | Data e luogo: 29 settembre 2020, San Francisco, California | 27/08/2023   |              |
| 1        | A Vanishing at the Golden Gate State Bridge | Esito: Ancora dispersa.                                    | 27/08/2023   |              |
| 2        | Love and Lies in Idyllwild                  | Persona scomparsa: Lydia “Dia” Abrams                      | 03/09/2023   |              |
| 2        | Love and Lies in Idyllwild                  | Data e luogo: 6 giugno 2020, Mountain Center, California   | 03/09/2023   |              |
| 2        | Love and Lies in Idyllwild                  | Esito: Ancora dispersa.                                    | 03/09/2023   |              |
| 3        | Mountain of Mystery                         | Persona scomparsa: Dahvonte Morgan                         | 10/09/2023   |              |
| 3        | Mountain of Mystery                         | Data e luogo: 5 maggio 2020, Mount Shasta, California      | 10/09/2023   |              |
| 3        | Mountain of Mystery                         | Esito: Ancora disperso.                                    | 10/09/2023   |              |
| 4        | The Secrets of Bissonnett Street            | Persona scomparsa: Kristen Galvan                          | 17/09/2023   |              |
| 4        | The Secrets of Bissonnett Street            | Data e luogo: 2 gennaio 2020, Spring, Texas                | 17/09/2023   |              |
| 4        | The Secrets of Bissonnett Street            | Esito: Ancora dispersa.                                    | 17/09/2023   |              |
| 5        | Lost in Her Secret                          | Persona scomparsa: Sheena Gibbs                            | 25/11/2023   |              |
| 5        | Lost in Her Secret                          | Data e luogo: 8 novembre 2021, Chicago,Illinois            | 25/11/2023   |              |
| 5        | Lost in Her Secret                          | Esito: Ancora dispersa.                                    | 25/11/2023   |              |
| 6        | Lost in Paradise                            | Persona scomparsa: Alex Gumm                               | 01/10/2021   |              |
| 6        | Lost in Paradise                            | Data e luogo: 23 febbraio 2018, Kauai, Hawaii              | 01/10/2021   |              |
| 6        | Lost in Paradise                            | Esito: Ancora disperso.                                    | 01/10/2021   |              |
| 7        | Descent Into Darkness                       | Persona scomparsa: Nathaniel Holmes                        | 08/10/2023   |              |
| 7        | Descent Into Darkness                       | Data e luogo: 19 dicembre 2017, Westminster, Colorado      | 08/10/2023   |              |
| 7        | Descent Into Darkness                       | Esito: Ancora disperso.                                    | 08/10/2023   |              |
| 8        | Gone With the Light                         | Persona scomparsa: Gretchen Fleming                        | 15/10/2023   |              |
| 8        | Gone With the Light                         | Data e luogo: 4 dicembre 2022, Parkersburg, West Virginia  | 15/10/2023   |              |
| 8        | Gone With the Light                         | Esito: Ancora dispersa.                                    | 15/10/2023   |              |
| 9        | Trouble at Home                             | Persona scomparsa: Tracie Bell                             | 22/10/2023   |              |
| 9        | Trouble at Home                             | Data e luogo:6 marzo 2018, Richton Park, Illinois          | 22/10/2023   |              |
| 9        | Trouble at Home                             | Esito: Ancora dispersa.                                    | 22/10/2023   |              |
| 10       | Mystery in the Ozarks                       | Persona scomparsa: Christopher Hoye                        | 29/10/2023   |              |
| 10       | Mystery in the Ozarks                       | Data e luogo:19 maggio 2022, Dixon, Missouri               | 29/10/2023   |              |
| 10       | Mystery in the Ozarks                       | Esito: Ancora disperso.                                    | 29/10/2023   |              |